# Dammbau (Roman)
Dammbau. Sylter Roman aus der Gegenwart ist ein 1930 erschienener Roman von Margarete Boie, in dessen Mittelpunkt der Bau des Hindenburgdammes steht, durch den Sylt 1927 per Eisenbahn mit dem Festland verbunden wurde.
Die Autorin greift in ihrem Roman verschiedene wahre Begebenheiten auf, um sie zu einem Gemälde der Zeit zu verarbeiten.
Pastor Johler, der tatsächlich dafür bekannt war, sich auch um die Dammarbeiter zu bemühen, die auf Nösse in Baracken wohnten, wird zu Peter Boy Bun alias Peter Boy Eschels, einem Morsumer, der seine Professur in Süddeutschland aufgibt, um seinen Volksgenossen in Morsum die mit dem Hindenburgdamm verbundene „Neue Zeit“ zu vermitteln. Er stößt dabei auf Opposition von den „Morsumesen“, die in der Figur von Holm-Peters als vernarrt konservativ dargestellt werden und den Pastor letztlich absetzen, weil der Bischof keine Kraft mehr hat, gegen die häufigen Beschwerden aus Morsum anzukämpfen. Die Metaphorik der vernarrt rückständigen Opposition findet sich am Schluss des Romans wieder, als Holm-Peters die Entwicklung der Menschen nicht besser wahrnimmt als jemand, der „im D-Zuge“ vorbeifährt, der Damm aber, den 1.500 Menschen gebaut haben und der „Menschendamm“ des Pastor Eschels aber stehen und bestehen.
Der tatsächlich am Dammbau beteiligte Karl Clasen wird im Roman nicht namentlich erwähnt. Sein Name findet sich aber abgewandelt in einem Familiengespinst wieder, das die unterschiedlichen Standpunkte und auch sozialen Aspekte der Veränderungen aufzeigt. Die Frau von Gemeindevorsteher Volquard Clahsen zum Beispiel ist Lene, die Schwester des Pastors, die ihrem Bruder gelegentlich die Meinung sagt. Rasmus oder Erasmus Clahsen profitiert von seiner Mitarbeit am Dammbau, kann sich mit dem Gedanken der neuen Verkehrsverbindung aber nur sehr schwer anfreunden. Volquard Clahsen, der Gemeindevorsteher, setzt sich gegen eine Mehrheit durch, als er die „Nordtrasse“ befürwortet, die den ärmeren Ortsteilen zu Vorteilen verhelfen soll. Volquard Clahsen ertrinkt später metaphorisch für die Plagen und Nöte vor den Damm- und Deichbauten, als er bei Sturmflut seine Schafe bergen will.
Bei anderer Gelegenheit spricht die Tochter des Pastors von Käse, wie man ihn früher in Morsum – natürlich mit Milch von den eigenen Kühen – zubereitet hat. Sie äußert den Verdacht, dass diese Art der Zubereitung bald günstig käuflichen Waren aus der „Westerländer Molkerei“ weichen werde. Die heutige Supermarktkultur auch auf Sylt bestätigt diesen Verdacht. Die Tochter ist wiederum eine Erfindung der Autorin. Tatsächlich gab es wohl eine Patentochter, die sich häufig bei Pastor Johler aufhielt, allerdings als Kleinkind dem Reichspräsidenten Hindenburg am 1. Juni 1927 einen Blumenstrauß überreichte.
Insgesamt ist der Autorin eine sehr plastische Darstellung auch der Bauarbeiten im Zusammenhang mit der schweren Wirtschaftskrise dieser Zeit gelungen. Wer noch in den 1970er Jahren in Morsum war, kann sich die dargestellten Gespräche und Auseinandersetzungen lebhaft vorstellen. Es gelingt der Autorin, die sprachlichen Besonderheiten der Friesen, wenn sie deutsch sprachen, lebendig nachzuempfinden.

## Ausgaben
- Erstausgabe: Dammbau. Sylter Roman aus der Gegenwart. Steinkopf, Stuttgart 1930.
- Neuausgabe: Dammbau. Kommentiert von Arno Bammé und Thomas Steensen. Husum Druck und Verlag, Husum 2012, Reihe Nordfriesland im Roman Bd. 6, ISBN 978-3-89876-610-4.